# Orobiens
Les Orobiens (en latin Orobii, Oromobii[réf. nécessaire], Orumbovii) sont au Ier siècle av. J.-C. un peuple de Gaule cisalpine implanté dans la région montagneuse autour de Bergame et de Côme, au nord du territoire des Insubres.
Leurs origines ethniques sont peu documentées. Il est probable qu'ils étaient apparentés aux Ligures, voire aux Celto-Ligures.

## Historique

### Avant la conquête romaine
Leur principal oppidum semble avoir été Bergomum (Bergame). 
Pline l'Ancien (23-79), originaire d'une famille de Côme (Comum), associe le nom des Orumbovii à un autre oppidum, Parra (Parre).
En ce qui concerne le passé de ces régions, les fouilles archéologiques menées autour de Côme ont permis la mise au jour d'une nécropole, dite de Ca' Morta, où on a découvert une tombe à char de type princier. Cette nécropole date du Ve siècle av. J.-C. et appartient à la culture de Golasecca, à l'instar des Insubres et des Lépontiens.

### Dans l'empire romain
Le Nord de l'Italie jusqu'aux Alpes est soumis à Rome à partir du début du IIe siècle avant notre ère (et la Gaule narbonnaise à partir de -120).
Ils font partie de la province de Gaule cisalpine à l'époque où Jules César est proconsul de cette province et de celle de Gaule narbonnaise (58-49 : période de la conquête de la Gaule chevelue). La citoyenneté romaine leur est accordée par César en 49.
Durant son proconsulat, César fait déplacer la ville de Côme (Comum) des collines à la plaine au bord du lac (son site actuel). La nouvelle ville reçoit le nom de Novum Comum.
Plus tard, ils sont placés dans la province de Transpadane (Regio XI).